# Gaston Gautruche
Pour les articles homonymes, voir Gautruche.
Gaston Gautruche était un pilote de rallye français.

## Biographie
Sa carrière en compétition s'arrête après l'édition 1954 du rallye Lyon-Charbonnières.

## Victoires
- Coupe des Alpes: 1949, avec Claude Mazalon sur Citroën 11 BL (et 1er de Classe 1.5 à 2L.);
- Rallye Lyon-Charbonnières: 1951, avec Girier sur Citroën 15CV;
- Vainqueur de la 7e étape du rallye du Maroc en 1951, sur Citroën 15CV (avec Mme);

Places d'honneur:
- 4e du rallye Monte-Carlo: 1951, sur Citroën 15CV;
- 4e du rallye Lyon-Charbonnière: 1954[1], sur Citroën 15CV (avec Marcel Funel) (et 1er de Classe de plus de 2L.).